# Lorca Deportiva Club de Fútbol
Maillots
Actualités
Le Lorca Deportiva Club de Fútbol est un club de football espagnol basé à Lorca. Le club est créé en 2002, avant de disparaître en 2012.

## Historique
Le club évolue en Tercera Division (D4) lors de la saison 2002-2003, puis en Segunda Division B (D3) de 2003 à 2005, et enfin en Segunda Division (D2) de 2005 à 2007. Lors de la saison 2005-2006, il se classe 5e du championnat de deuxième division, ce qui constitue sa meilleure performance.
Le club est relégué en Segunda Division B (D3) en 2007, puis est à nouveau relégué en Tercera Division (D4) en 2009. 
Pour la saison 2010-2011, le club est relocalisé est renommé sous le nom de LD Olímpico. Toutefois, de gros problèmes financiers font se retirer le club de toutes les compétitions dans lesquelles il était engagé. Le club est officiellement dissout en 2012.

## Anciens joueurs
- Javier Jauregui
- Unai Emery